# Ниркова компенсація

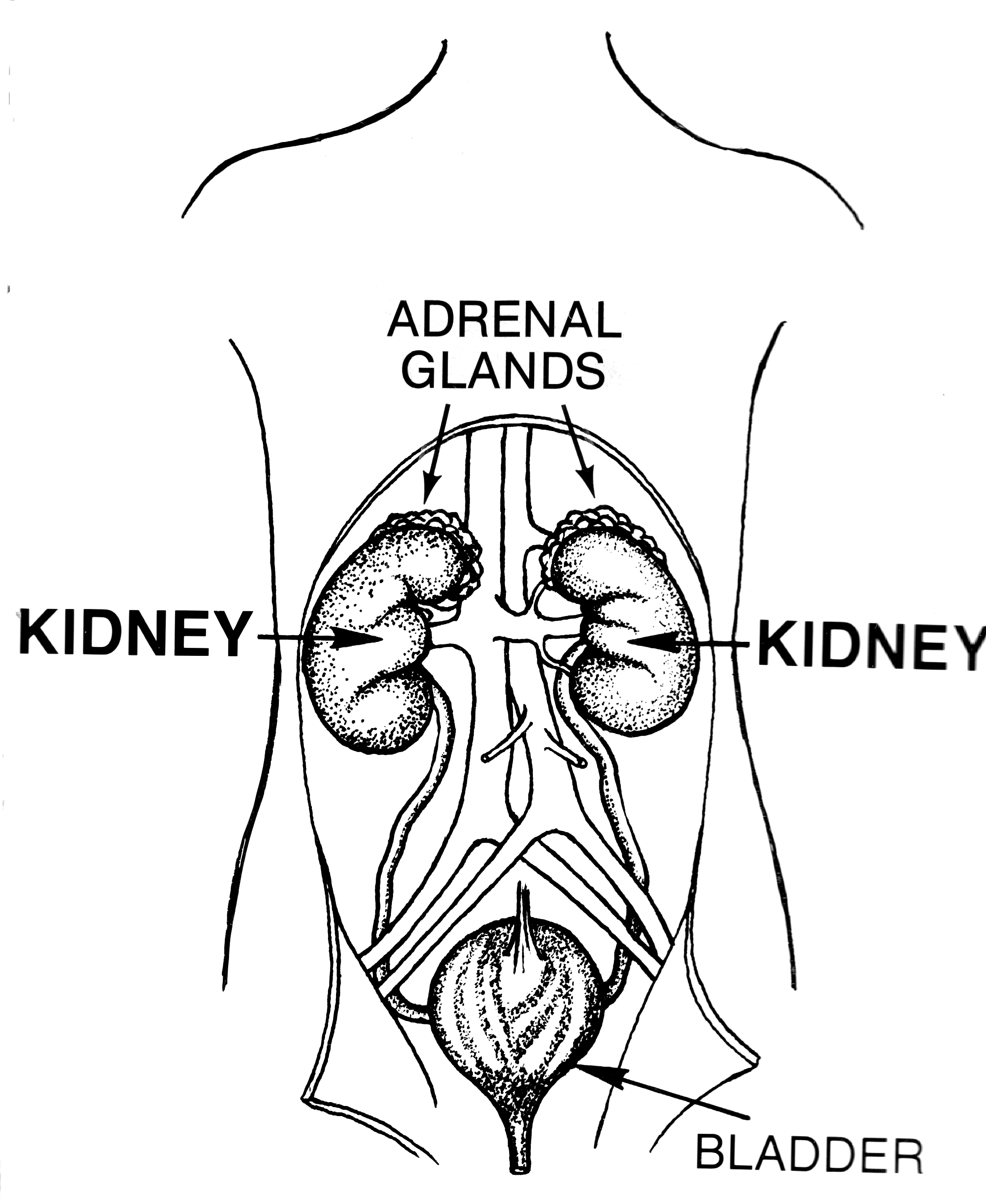
Нирки в організмі людини, де відбувається ниркова компенсація.

Ниркова компенсація — це механізм, за допомогою якого нирки можуть регулювати pH плазми. Він повільніший, ніж респіраторна компенсація, але має більшу здатність відновлювати нормальні значення pH. Нирки підтримують кислотно-основний баланс за допомогою двох механізмів: (1) секреції іонів водню (H+) у сечу з крові та (2) реабсорбції бікарбонату (HCO3-), тобто бікарбонат переходить із сечі назад у кров. Регуляція іонів H+ та HCO3-визначається концентрацією цих двох речовин, що виділяються з сечею. Ці механізми секреції та реабсорбції врівноважують pH крові. Відновлений кислотно-основний баланс крові, таким чином, призводить до його відновлення в усьому організмі.

## Людський pH
Ідеальний рівень pH всередені тіла людини коливається в межах від 7.35 до 7.45. Коли pH падає нижче 7.35, розвивається ацидемія. Відповідно, коли pH зростає вище 7.45, виникає алкаліємія. Ниркова компенсація один з багатьох компенсаторних механізмів організму, який допомогає утримувати рівень pH в межах між 7.35 та 7.45 оскільки нормальне функціонування організму поза межами цього інтервалу неможливо.
Зміни кислотно-основного балансу з боку дихальних шляхів та нирок зазвичай протилежні, а порушення pH, викликані змінами роботи системи дихання, часто запускають ниркову компенсацію. Процес ниркової компенсації зазвичай розвивається протягом кількох днів, оскільки він залежить від змін у реабсорбції бікарбонату.
Термінальна стадія захворювань нирок, а також хронічні захворювання нирок підвищують загальний ризик розвитку пневмонії у людей через взаємодію між нирками та легенями. Обидва органи є мішенями подібних систематичних захворювань, і втрата нормальної функції одного органу може призвести до порушення регуляції та аномалій в іншому.

## Зміни функції нирок
При респіраторному ацидозі нирки виробляють і виділяють амоній (NH4+) та монофосфат, виробляють бікарбонат, виділяючи кислоти. Також відбувається екскреція іонів хлору (Cl-) та реабсорбція натрію, що призводить до негативного аніонного інтервалу сечі.
При респіраторному алкалозі, реабсорбується менше бікарбонату (HCO3−), що знижує pH.